# محمد عادل (لاعب كرة قدم مواليد 1992)
محمد عادل عبد الفضيل لاعب كرة قدم مصري، من ناشئي نادي الاتحاد السكندري ، ويلعب حاليًا لنادي الاتحاد السكندري في مركزي خط الوسط الدفاعي والظهير الأيمن.

ولعب أول مباراة له مع الفريق بعد تصعيده للفريق الأول في 14 أبريل 2011 أمام مصر للمقاصة في موسم 2010–2011.

## إحصائيات مشاركاته
آخر تحديث في 30 يوليو 2018

### مع الأندية
| الفريق           | الموسم    | الدوري  | الدوري | الكأس   | الكأس | البطولات القارية | البطولات القارية | بطولات أخرى | بطولات أخرى | الإجمالي | الإجمالي |
| الفريق           | الموسم    | مشاركات | أهداف  | مشاركات | أهداف | مشاركات          | أهداف            | مشاركات     | أهداف       | مشاركات  | أهداف    |
| ---------------- | --------- | ------- | ------ | ------- | ----- | ---------------- | ---------------- | ----------- | ----------- | -------- | -------- |
| الاتحاد السكندري | 2010–2011 | 1       | 0      | 0       | 0     | —                | —                | —           | —           | 1        | 0        |
| الاتحاد السكندري | 2011–2012 |         |        |         |       | —                | —                | —           | —           |          |          |
| الاتحاد السكندري | 2012–2013 | 14      | 0      | 1       | 0     | —                | —                | —           | —           | 15       | 0        |
| الاتحاد السكندري | 2013–2014 | 18      | 0      | 1       | 0     | —                | —                | —           | —           | 19       | 0        |
| الاتحاد السكندري | 2014–2015 | 21      | 0      | 3       | 0     | —                | —                | —           | —           | 24       | 0        |
| الاتحاد السكندري | 2015–2016 | 18      | 1      | 3       | 0     | —                | —                | —           | —           | 21       | 0        |
| الاتحاد السكندري | 2016–2017 | 29      | 2      | 1       | 0     | —                | —                | —           | —           | 30       | 2        |
| الاتحاد السكندري | 2017–2018 | 12      | 0      | 0       | 0     | —                | —                | —           | —           | 12       | 0        |
| الاتحاد السكندري | الإجمالي  | 113     | 3      | 8       | 0     | —                | —                | —           | —           | 121      | 3        |